# Silvae
Silvae (lateinisch, ‚Wälder‘) wird von lateinischen Dichtern und deren Nachfolgern als Titel für Gedichtsammlungen bzw. als Bezeichnung einer Publikationsform von Gelegenheitsliteratur verwendet.
Diese Bezeichnung leitet sich ab von altgriechisch ὕλη hylē, d. h. ‚Holz‘, im weiteren Sinne: ‚Stoff‘, ‚Material‘. Gemeint ist primär nicht ein „Wald“ von Versen, sondern ‚Rohmaterial‘, „Impromptu“: Gedichte, die der Eingebung des Augenblicks folgen und nicht bis ins letzte Detail ausgearbeitet sind. Quintilian etwa spricht von Dichtern, die „ihren Stoff so rasch wie möglich durcheilen wollen und die, der Eingebung des Augenblicks folgend, aus dem Stegreif schreiben: das nennen sie silva“ (Institutionis Oratoriae Liber X 3,17).
Diese Bedeutung sollte allerdings nicht allzu wörtlich genommen, sondern z. T. eher als Bescheidenheitstopos bzw. Ausdruck einer gewissen Lässigkeit aufgefasst werden.
Erhalten sind die fünf Bücher Silvae des bedeutenden römischen Dichters Publius Papinius Statius (1. Jh.); auch von neulateinischen Dichtern wird der Titel gerne aufgegriffen, z. B. von Vincentius Fabricius (1612–1667). In Lehnübersetzung haben die ‚Silven‘ in der Barockzeit den Weg auch in die deutsche Literatur gefunden, etwa mit dem Poetisch- und Musikalischen Lustwäldchen des Kirchenlieddichters Georg Neumark (1652). Noch Johann Gottfried Herders Kritische Wälder (1769; Bezeichnung von deren einzelnen Teilen: Wäldchen) beziehen sich auf diese Begrifflichkeit.